# Рябухівська сільська рада
Рябухівська сільська́ ра́да — колишній орган місцевого самоврядування у Талалаївському районі Чернігівської області. Адміністративний центр — село Рябухи.

## Населені пункти
Сільській раді підпорядковані населені пункти:
- с. Рябухи
- с. Грицівка
- с. Петьків
- с. Степанівське
- с. Плугатар

## Загальні відомості
- Територія ради: 59,303 км²
- Населення ради: 1135 осіб (станом на 2001 рік). З них село Рябухи — 377 осіб, Червоний Плугатар — 327осіб, Грицівка — 237 осіб, Степанівське — 92 особи, Петьків — 102 особи.
- Відстань до районного центру шосейними шляхами 21 кілометр.

## Історія
Нинішня сільська рада зареєстрована у 1955 році. Стала однією з 13-ти сільських рад Талалаївського району і однією з трьох, яка складається з 5-ти населених пунктів.

## Склад ради
Рада складається з 15 депутатів та голови.
- Голова ради: Прохорчук Олександр Володимирович
- Секретар ради: Карпенко Наталія Вікторівна

### Керівний склад попередніх скликань
| ПІБ                               | Основні відомості                                                                       | Дата обрання | Дата звільнення |
| --------------------------------- | --------------------------------------------------------------------------------------- | ------------ | --------------- |
| Прохорчук Олександр Володимирович | Сільський голова, 1965 року народження, освіта вища, член Соціалістичної партії України | 26.03.2006   | 31.10.2010      |
| Прохорчук Олександр Володимирович | Сільський голова, 1965 року народження, освіта вища                                     | 31.10.2010   |                 |

Примітка: таблиця складена за даними джерела

### Депутати
За результатами місцевих виборів 2010 року депутатами ради стали:

#### За суб'єктами висування
| Суб'єкт висування                 | Кількість обраних депутатів | %    |
| --------------------------------- | --------------------------- | ---- |
| Партія регіонів                   | 8                           | 53,3 |
| Самовисування                     | 4                           | 26,7 |
| Політична партія «Сильна Україна» | 2                           | 13,3 |
| Політична партія «Сила і честь»   | 1                           | 6,7  |

#### За округами
| № округу                          | Прізвище, ім'я, по батькові         | Дата визнання обраним | Освіта         | Партійна приналежність | Відомості про обраного депутата                                                                  |
| --------------------------------- | ----------------------------------- | --------------------- | -------------- | ---------------------- | ------------------------------------------------------------------------------------------------ |
| Партія регіонів                   |                                     |                       |                |                        |                                                                                                  |
| 1                                 | Карпенко Наталія Вікторівна         | 31.10.2010            | Освіта вища    | позапартійна           | Рябухівська сільська рада, секретар                                                              |
| 5                                 | Коломієць Тамара Володимирівна      | 31.10.2010            | Освіта середня | член Партії регіонів   | Рябухівський фельдшерсько-акушерський пункт, фельдшер                                            |
| 7                                 | Трепачка Володимир Іванович         | 31.10.2010            | Освіта середня | член Партії регіонів   | тимчасово не працює                                                                              |
| 8                                 | Сорочинський Костянтин Анатолійович | 31.10.2010            | Освіта вища    | член Партії регіонів   | Ічнянське МВГ, інженер                                                                           |
| 12                                | Яресько Надія Володимирівна         | 31.10.2010            | Освіта вища    | позапартійна           | Червоноплугатарська загальноосвітня школа І-ІІІ ст., вчитель                                     |
| 13                                | Потеряйко Катерина Антонівна        | 31.10.2010            | Освіта середня | член Партії регіонів   | пенсіонер                                                                                        |
| 14                                | Іванько Віра Якимівна               | 31.10.2010            | Освіта середня | член Партії регіонів   | Петьківський фельдшерсько-акушерський пункт, фельдшер                                            |
| 15                                | Смілик Володимир Олексійович        | 31.10.2010            | Освіта середня | позапартійний          | НГВУ, водій                                                                                      |
| Політична партія «Сила і Честь»   |                                     |                       |                |                        |                                                                                                  |
| 6                                 | Садова Ніна Петрівна                | 31.10.2010            | Освіта середня | позапартійна           | Рябухівська сільська рада, спеціаліст                                                            |
| Політична партія «Сильна Україна» |                                     |                       |                |                        |                                                                                                  |
| 2                                 | Горянський Олександр Григорович     | 31.10.2010            | Освіта середня | позапартійний          | сільський будинок культури, директор                                                             |
| 11                                | Бондар Володимир Анатолійович       | 31.10.2010            | Освіта вища    | позапартійний          | тимчасово не працює                                                                              |
| Самовисування                     |                                     |                       |                |                        |                                                                                                  |
| 3                                 | Товста Тетяна Миколаївна            | 31.10.2010            | Освіта середня | позапартійна           | територіальний центр по обслуговуванню одиноких та непрацездатних громадян, соціальний працівник |
| 4                                 | Ревтюх Лариса Григорівна            | 31.10.2010            | Освіта середня | позапартійна           | дитячий садок, кухар                                                                             |
| 9                                 | Ворона Галина Миколаївна            | 31.10.2010            | Освіта вища    | позапартійна           | Грицівський фельдшерсько-акушерський пункт, фельдшер                                             |
| 10                                | Щербина Олена Борисівна             | 31.10.2010            | Освіта середня | позапартійна           | тимчасово не працює                                                                              |

## Освіта
На території сільради діє Червоноплугатарська ЗОШ І-ІІІ ст., в якій навчається 95 учнів і Червоноплугатарський ДНЗ «Малятко».